# Termogenesi adiposo-specifica
Termogenesi adiposo-specifica (adipose-specific thermogenesis) è un sottoprocesso relativo alla termogenesi adattativa, che si verifica nelle fasi di rialimentazione a seguito di un periodo di restrizione alimentare, durante il quale vengono completamente recuperati i livelli di grasso corporeo precedenti al periodo restrittivo. Questo processo, in campo medico, viene associato a quello che è comunemente denominato effetto yo-yo.
In generale, questo evento viene riconosciuto all'interno della termogenesi adattativa (adaptive thermogenesis), sebbene questa accezione in realtà incorpori diversi sottoprocessi della termogenesi, tra cui la termogenesi indotta dalla dieta (TID) e la termogenesi indotta dal freddo (TIF), queste ultime facenti parte del controllo non specifico della termogenesi. Il termine adipose-specific thermogenesis fu coniato per la prima volta nel 2001 in una recensione medica da parte dei ricercatori svizzeri Dulloo e Jacquet, per definire uno dei due meccanismi termogenici distinti relativi alle fasi di restrizione alimentare/digiuno e successiva rialimentazione.

## Fisiologia

### Termogenesi adattativa e gestione del peso corporeo
In tempi recenti, la termogenesi adattativa è stata definitivamente riconosciuta come sistema di controllo nella regolazione del peso corporeo dei mammiferi, in base a numerosi studi sperimentali sulla denutrizione e sulla rialimentazione e sovralimentazione, in cui si è capito che questo processo ha un importante ruolo come mediatore dello squilibrio energetico. Durante un regime alimentare altamente ipocalorico (VLCD, Very Low Calorie Diet), la perdita di peso ponderale è in buona parte da attribuire alla perdita di massa magra (rappresentata in gran parte dal muscolo scheletrico), e lo stallo raggiunto ad un certo livello di tale strategia dietetica è dato proprio dalla riduzione di questa componente. In realtà non è il regime ipocalorico di per sé il fattore determinante, quanto il deficit complessivo sul fabbisogno energetico. È stato stabilito che un deficit calorico totale superiore a 1000 kcal giornaliere sul fabbisogno normocalorico sembra essere la soglia per abbassare il metabolismo. Per tanto, sono le assunzioni caloriche eccessivamente basse a determinare una riduzione del metabolismo basale causando una riduzione o un arresto della perdita di grasso. Questa riduzione può andare dal 5 al 36%, in base all'entità della restrizione calorica. Gli studi hanno dimostrato che la restrizione energetica acuta porta ad una riduzione dell'attività simpaticoadrenergica, risultando in una ridotta risposta termogenica. Mentre la sovralimentazione aumenta l'attività del sistema nervoso simpatico (SNS), disperdendo il surplus di energia accelerando il metabolismo. Effettivamente il muscolo scheletrico gioca un importante ruolo nella perdita del grasso corporeo per le sue caratteristiche di tessuto metabolicamente attivo, con la proprietà di aumentare il metabolismo basale (MB) e quindi il consumo energetico a riposo. La preservazione o l'aumento della massa magra infine ha importanti implicazioni grazie al ruolo del muscolo scheletrico nel contribuire a mantenere elevato il metabolismo basale (maggior dispendio calorico a riposo), a favorire il controllo glicemico (miglioramento della tolleranza al glucosio e della sensibilità insulinica) e contribuendo direttamente all'ossidazione di lipidi. In realtà, il muscolo scheletrico ha una spesa energetica per kg molto inferiore rispetto ad altri tessuti. Gli apparati che impiegano più energia per kg sono il cuore, il fegato, i reni e il cervello, ma di fatto il muscolo scheletrico, essendo molto più esteso rispetto agli organi citati, porta ad una spesa energetica tra le più elevate nel corpo assieme al fegato e al cervello. Per tanto, un'atrofia del muscolo può creare una riduzione dell'impiego di lipidi a scopo energetico, anche solo in condizioni basali. In altri termini il consumo energetico a riposo (anche a carico dei grassi) è largamente condizionato dalla quantità di massa muscolare. In realtà, oltre a questo meccanismo diretto di riduzione del MB dovuto alla perdita di massa magra, viene implicata anche la termogenesi adattativa: nello stato di restrizione energetica tipico delle diete ipocaloriche, l'organismo si adatta riducendo i processi termogenici (la produzione di calore), riducendo o inibendo il surplus del dispendio energetico da questi rappresentato che favorirebbe la perdita di grasso corporeo, e imponendo uno stallo a livello metabolico con il blocco della perdita di peso. Ancora una volta, questa riduzione dei processi termogenici è da attribuire in parte al muscolo scheletrico, che oltre a subire un'atrofia, inibisce parte di questi meccanismi per poter ridurre il dispendio energetico e la dispersione di calore a favore del deposito energetico a carico del tessuto adiposo. Bisogna tenere conto che il muscolo è responsabile di circa il 50% della termogenesi adattativa. Questo meccanismo, dipendente dal livello di riserve di grasso (per tale motivo "adiposo-specifico"), rimane soppresso fino a quando queste stesse riserve non sono state recuperate al 100% durante la fase di rialimentazione. Solo dopo questo periodo sarà possibile ricostituire il muscolo scheletrico e riattivare completamente i processi termogenici, quindi la dispersione di calore, l'aumento del metabolismo basale, e la combustione di grasso. Analizzando gli aspetti energetici della denutrizione e rialimentazione, è stato ipotizzato che esistono due distinti sistemi di controllo alla base della termogenesi adattativa:
Controllo non-specifico: il primo, il ramo efferente, è principalmente sotto il controllo del sistema nervoso simpatico (SNS), il cui stato funzionale è dettato da segnali derivanti da una varietà di stress ambientali, inclusi:
- la privazione del cibo;
- la carenza di nutrienti essenziali;
- l'eccesso di apporto energetico;
- l'esposizione al freddo;
- l'esposizione alle infezioni;

In questo caso ci si riferisce al controllo "non specifico" della termogenesi, ed è probabile che si verifichi in primo luogo negli organi/tessuti con un alto tasso metabolico specifico (ad esempio fegato, reni, tessuto adiposo bruno).
Controllo specifico: l'altro meccanismo è indipendente dallo stato funzionale del SNS, è dettato unicamente dai segnali derivanti dallo stato di esaurimento dei depositi di grasso del tessuto adiposo;
Questo è quindi indicato come controllo adiposo-specifico della termogenesi, e si suppone che si verifichi principalmente nel muscolo scheletrico. Anche se la soppressione di questa termogenesi adiposo-specifica sia in fase di denutrizione che di rialimentazione porta al risparmio energetico, l'energia risparmiata durante la rialimentazione è orientata specificamente al rifornimento dei depositi di grasso, in modo che funzioni come un "acceleratore" di recupero del grasso.
Questi due sistemi di controllo distinti all'interno della termogenesi adattiva spiegano come, durante il recupero del peso, entrambi operino contemporaneamente ma in direzioni opposte, rispettivamente: 
- con l'attivazione della termogenesi sotto controllo non-specifico avviene una dissipazione di energia;
- mentre la soppressione della termogenesi sotto controllo adiposo-specifico avviene un risparmio di energia;
Ciò potrebbe quindi spiegare il paradosso di una elevata efficienza nel recupero del grasso corporeo con un contemporaneo stato generale di maggiore termogenesi e ipermetabolismo.[1]

A questi meccanismi si aggiunge la ripartizione dei macronutrienti, nello specifico tra proteine e grassi. Il controllo del partizionamento dell'energia del corpo opera durante i cicli di restrizione energetica (fame) e l'abbondanza energetica (rialimentazione). La composizione corporea di un individuo determina la percentuale di proteine e grassi da mobilitare e utilizzare come carburante durante la restrizione calorica, e la percentuale di deposizione di proteine e grassi durante la rialimentazione. Questo spiega perché l'aumento di peso nell'obesità è dovuto ad un aumento sia del tessuto adiposo che della massa magra, le cui dimensioni variano in ogni individuo.

### Termogenesi adiposo-specifica
Uno dei due meccanismi che compongono la termogenesi adattativa e che impone un controllo "adiposo-specifico" della termogenesi (cioè dipendente dai livelli di grasso depositato), viene chiamato appunto termogenesi adiposo-specifica. La termogenesi adiposo-specifica è quel processo che, in un ciclo di recupero del peso dopo un periodo di alimentazione a scarso apporto energetico (dieta ipocalorica), viene inibito causando un accumulo della massa grassa sproporzionato rispetto alla massa magra. Si ritiene che questo meccanismo, nel suo significato ancestrale, abbia un valore per la sopravvivenza, perché il grasso ha una densità di energia maggiore e un minor costo di mantenimento rispetto al tessuto magro, e consentirebbe ad un individuo di ricostituire rapidamente le riserve energetiche in vista di una carenza di cibo successiva.
Questo sistema di controllo ha un tempo di intervento molto più lento dato che opera come meccanismo di feed back tra la dimensione dei depositi di grasso e la termogenesi. Considerando che la sua soppressione durante la perdita di peso (e grasso) è in funzione di ridurre il tasso complessivo di spesa energetica durante il digiuno, la sua soppressione è mantenuta fino a quando il grasso corporeo non viene recuperato durante la rialimentazione, permettendo in tal modo di accelerare il recupero delle riserve di grasso. Al contrario, durante i periodi di guadagno di grasso in eccesso, la sua attivazione serve per opporsi al suo mantenimento, e quindi per raggiungere un livello di grasso corporeo adeguato.
In altri termini, durante la rialimentazione a seguito di un regime ipocalorico, la termogenesi adiposo-specifica, caratteristica del muscolo scheletrico e dipendente dalle riserve lipidiche del tessuto adiposo, rimane soppressa (al contrario di quella non specifica). Questa termogenesi viene inibita per segnalare al muscolo scheletrico di non attivare rilevantemente la proteosintesi (sintesi proteica) e imporre un rallentamento nel recupero della massa magra a favore di quella grassa. In questo caso il metabolismo rimane inefficiente per poter gestire efficacemente i nutrienti durante la fase di rialimentazione, ed è quindi predisposto all'accumulo di grasso piuttosto che al recupero del muscolo. Solo quando le riserve adipose sono state recuperate completamente, può essere recuperato il tessuto magro mediante una riattivazione completa ed efficiente della sintesi proteica e dei processi termogenici.